# William John Burchell
William John Burchell est un naturaliste britannique, né le 23 juillet 1781 à Fulham et mort le 23 mars 1863 à Mexico.

## Biographie
Fils de Matthew Burchell, il obtient en 1834 un Doctorate of Civil Laws en 1834 à Oxford. Il visite de 1803 à 1806 avec Martin Lichtenstein la région du Zambèze qu'il décrit. Il recense la botanique de Sainte-Hélène en 1808 et est ainsi le premier explorateur-naturaliste à visiter les territoires inconnus du nord de la colonie du Cap (1810). 
De 1811 à 1815, il voyage en Afrique du Sud pour y récolter des spécimens d’histoire naturelle. Il fait paraître deux volumes sur ses voyages en Afrique en 1822. Il constitue durant ses voyages une collection de 63 000 spécimens dont 40 000 échantillons botaniques et 265 espèces d'oiseaux inconnus. Il découvre aussi en 1812 le rhinocéros blanc qu'il baptise Rhinoceros simum. Mais, en raison de l'hostilité des autochtones, il ne parvient pas à atteindre l'Angola et revient au Cap en 1816. En outre, durant ce périple, il étudie les peuples Tlhaping et donne son nom à une espèce de zèbre dont les quatre jambes et le ventre ne sont pas rayés, qui serait en réalité une simple sous-espèce de zèbre des plaines, qui est éteinte depuis 1909.
En 1825, il est à Lisbonne. De 1825, il arrive à Rio de Janeiro où il reste une année. De 1826 à 1829, il voyage dans les forêts brésiliennes où il amasse une immense collections de plus 15 000 spécimens de plantes et d’insectes.
Il est membre de la Société linnéenne de Londres. Il décrit de nombreuses nouvelles espèces (dont certaines lui seront dédiées) et fait de nombreuses observations astronomiques et météorologiques. 
Infirme, il se suicide à Londres. Après sa mort, l'essentiel de ses collections est légué au musée d'histoire naturelle de l'université d'Oxford.